# Opius carinus
Opius carinus är en stekelart som beskrevs av Fischer 1964. Opius carinus ingår i släktet Opius och familjen bracksteklar. Inga underarter finns listade i Catalogue of Life.